# Sint-Lievens-Houtem
Sint-Lievens-Houtem (tiếng Pháp Hautem-Saint-Liévin) là một đô thị sử dụng tiếng Hà Lan, Bỉ tọa lạc ở tỉnh Oost-Vlaanderen. Đô thị này các đô thị cũ Bavegem, Letterhoutem, Sint-Lievens-Houtem, Vlierzele, và Zonnegem, và các làng Espenhoek, Cotthem, và Hoogveld, trước đây thuộc Oombergen.